# 扎普鲁德斯科耶农村居民点
扎普鲁德斯科耶农村居民点（俄语：Запрудское сельское поселение）是俄罗斯联邦沃罗涅日州卡希尔斯科耶区所属的一个农村居民点。其下辖有1个居民点，行政中心为扎普鲁德斯科耶。据2016年统计，该农村居民点的人口为702人。